# Спіновий аддукт

Спіновий аддукт (англ. spin adduct) — стабільний радикальний продукт реакції прилучення (attachment) діамагнітного реагенту (який служить спіновою пасткою) й нестабільного радикала (що захоплюється при використанні методу спінової пастки).
Приклад, нітроксили, що утворюються прилученням нестабільних радикалів до нітрозосполук або нітронів: 
R• + трет-Bu–N=O → (трет-Bu)(R)N–O•